# Biatlon

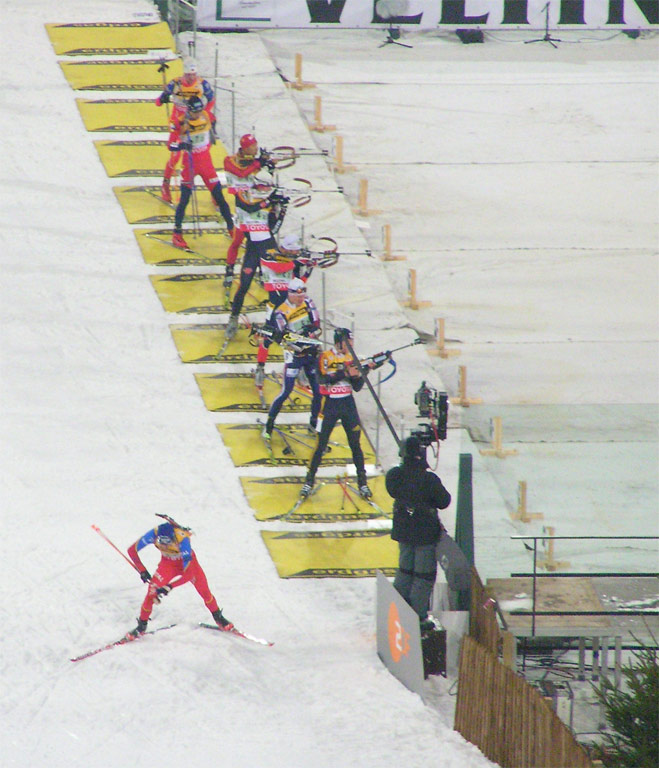
Lövőállás biatlon versenyen

A biatlon vagy sílövészet egy összetett téli sport, amely sífutásból és lövészetből áll. Újabban nyári versenyeket is rendeznek, a sílécet ekkor síroller (görsí) helyettesíti.
A biatlon története összefügg az öttusa történetével, annak rövidített téli változatának is tekinthető. Az 1924-es téli olimpián bemutató jelleggel már rendeztek egy biatlonra emlékeztető versenyt. Sokáig az öttusa nemzetközi szövetség keretében szervezték tevékenységüket, az önálló nemzetközi szövetség (International Biathlon Union) csak 1993-ban alakult meg. A sílövészet különböző távú sífutó versenyekből áll, a közbeiktatott lövészetek száma a távhoz igazodik.
Az első világbajnokságot 1958-ban rendezték, teljes svéd sikerrel: a 20 kilométeres egyéni távon Adolf Wiklund, a 4×7,5 kilométeres váltóversenyben Svédország győzött. Olimpián először 1960-ban szerepelt a sílövészet.

## Versenyszabályok
A sífutást futólécekkel teljesítik, amelyek legalább 4 cm-rel rövidebbek a sportoló testmagasságánál, a síbotok pedig legfeljebb a testmagasságnak megfelelő hosszúságúak. A sífutás 1984 óta szabad stílusú (korábban klasszikus stílusban teljesítették a távot), miközben fekvő és álló testhelyzetben egy 22-es kaliberű kispuskával meghatározott számú célzott lövést kell leadniuk a beiktatott lőtereken. A hibás lőeredményért – versenyszámtól függően – vagy percbüntetés jár, amelyet hozzáadnak a sífutás időeredményéhez, vagy elvétett lövésekként 150 méteres büntetőkört kell futnia a versenyzőnek. A fegyvert és a szükséges lőszert a versenyzőnek magával kell vinnie.
A lövészetet kisöbű sportpuskával teljesítik (korábban, az 1970-es évekig nagyöbű sportpuskákat alkalmaztak), fekvő és álló testhelyzetben. A nagyöbű sportpuskáról a kisöbű puskára való áttéréssel a versenyek lebonyolításához szükséges lőtér mérete 50 méteres lett. Az eredménybe nagyjából azonos súllyal számít a sí- és a lőtudás, így sem a jobban sífutó, sem a pontosabban célzó versenyzőknek nincs több esélye a győzelemre.
A biatlonversenyeket egyéni, sprint, üldöző, tömegrajtos, váltó- és csapatversenyek formájában rendezik meg. A pályán kijelölt lőtereken legalább 30 lőállást kell kialakítani, amelyekhez 5-5 db, a fekvő lövészethez 4,5 cm, az állóhoz pedig 11,5 cm átmérőjű bukó céltábla tartozik, amelyek mechanikus vagy elektromos vezérlésűek, találat esetén feketéről fehér színre váltanak.
A csapatversenyeken négytagú csapatok indulnak. A pálya teljesítését követően a négy versenyzőnek 15 másodpercen belül kell célba érkeznie. A lövészet veszélyessége miatt a lőtéren való mozgást  nagyon szigorúan szabályozzák. A szabályok be nem tartása esetén a versenyző többperces büntetést kaphat, esetleg ki is zárhatják a versenyből.

## Hivatalos olimpiai versenyszámok (férfi–női) és szabályok

### Egyéni (individual) verseny
A férfiak 20, a nők 15 km sífutás közben négyszer érkeznek a lőtérre, ahol az első és harmadik kör után fekvő, a második és negyedik kör után álló testhelyzetben lőnek a célra. Elvétett cél esetén 1–1 perc büntetőidő jár. A versenyzők sorsolás alapján fél, esetleg egy percenként rajtolnak. A végső rangsort az elért időeredmények adják.

### Sprintverseny (sprint)
A férfiak 10, a nők a 7,5 kilométeres sífutás alatt kétszer lőnek, egyszer fekvő, egyszer álló testhelyzetből. Elhibázott lövésenként egy 150 méteres büntetőkört kell futni. A versenyzők szintén sorsolás alapján fél, esetleg egy percenként rajtolnak. A versenyzőket az elért időeredmény rangsorolja.

### Üldözőverseny (pursuit)
A sífutás távja 12,5, illetve 10 km. Ebben a számban négy alkalommal lőnek, kétszer fekve, kétszer pedig állva. A büntetés ugyanaz, mint a sprintversenyen. Az üldözőversenyen a megelőző sprintversenyt nyert versenyző indul elsőnek, őt a többiek ugyanazzal az időhátránnyal követik, amelyet a sprintversenyen elszenvedtek. Itt általában 60 versenyzőt indítanak, akik közül a győztes az elsőként célba érő.

### Tömegrajtos verseny (mass start)
A férfiak 15, a nők 12,5 kilométert teljesítenek, és az üldözőversenyhez hasonlóan négyszer teljesítik a lövészetet. A büntetés megegyezik a sprintversenyeknél szokásos gyakorlattal. A tömegrajt versenyen a rangsor szerinti 30 versenyző egyszerre rajtol el. A végeredményt a beérkezés sorrendje adja.

### Váltóverseny (relay)
A férfiak a 4×7,5, a nők 4×6 kilométer sífutás közben kétszer érkeznek a lőtérre, ahol először fekvő, majd álló testhelyzetben lőnek a célra. Az elvétett cél után 150 méteres büntetőkör következik. Váltóversenyen négy versenyző indul csapatonként, és a csapatok első versenyzőit egyszerre indítják el, így a célban is a beérkezés sorrendje számít.
Míg a biatlon többi versenyszámában az egy sorozatban 5 cél leküzdésére 5 lőszer használható föl, a váltóban az 5 cél leküzdésére 5+3 lőszer használható föl, azzal, hogy az 5 lőszer betárazható, de a +3 lőszert egyenként kell betölteni.

### Hivatalos olimpiai versenyszámok
- Férfiak: 10 km, 12,5 km, 15 km, 20 km és 4×7,5 km váltó.
- Nők: 7,5 km, 10 km, 12,5 km, 15 km, 4×6 km váltó.

## Világkupa pontrendszer
A biatlon világkupa-sorozatban a következő pontozást használják:
1. hely 60 pont, 2. hely 54 pont, 3. hely 48 pont, 4. hely 43 pont, 5. hely 40 pont, 6. hely 38 pont, 7. hely 36 pont, 8. hely 34 pont, 9. hely 32 pont, 10. hely 31 pont. Az ezt követő helyezések mindig egy ponttal kevesebbet kapnak egészen a 40. helyig.

## A biatlon világkupa helyszínei (2007–2008)
- Kontiolahti, Finnország
- Hochfilzen, Ausztria
- Pokljuka, Szlovénia
- Oberhof, Németország
- Ruhpolding, Németország
- Antholz, Olaszország
- Phjongcshang, Dél-Korea
- Hanti-Manszijszk, Oroszország
- Holmenkollen, Norvégia

## Biatlonversenyre alkalmas pályák
| Ország           | Biatlonpályák      | Biatlonpályák           | Biatlonpályák           | Biatlonpályák           |
| ---------------- | ------------------ | ----------------------- | ----------------------- | ----------------------- |
| Ausztria         | Hochfilzen         | Saalfelden              | Saalfelden              | Saalfelden              |
| Kanada           | Canmore            | Valcartier \| Vancouver | Valcartier \| Vancouver | Valcartier \| Vancouver |
| Észtország       | Otepää             | Otepää                  | Otepää                  | Otepää                  |
| Finnország       | Kontiolahti        | Kuusamo                 | Lahti                   | Lahti                   |
| Németország      | Oberhof            | Ruhpolding              | Veltins-Arena*          | Veltins-Arena*          |
| Olaszország      | Antholz-Anterselva | Cesana-San Sicario      | Cesana-San Sicario      | Cesana-San Sicario      |
| Norvégia         | Beitostølen        | Holmenkollen            | Lillehammer             | Lillehammer             |
| Oroszország      | Hanti-Manszijszk   | Novoszibirszk           | Ufa                     | Ufa                     |
| Szlovákia        | Brezno-Osrblie     | Brezno-Osrblie          | Brezno-Osrblie          | Brezno-Osrblie          |
| Szlovénia        | Pokljuka           | Pokljuka                | Pokljuka                | Pokljuka                |
| Svédország       | Östersund          | Östersund               | Östersund               | Östersund               |
| Bulgária         | Banszko            | Borovec                 | Borovec                 | Borovec                 |
| Fehéroroszország | Raubitchi          | Raubitchi               | Raubitchi               | Raubitchi               |
| USA              | Fort Kent, ME      | Presque Isle, ME        | Lake Placid, NY         | Soldier Hollow, UT      |